# Неутронна звезда
Неутронните звезди са вид звезди, най-често срещаните в края на звездната еволюция. Горната гранична стойност за масата на неутронните звезди е от порядъка на 2,5 – 3 слънчеви маси (граница на Толман—Опенхаймер—Волков). При нея веществото е подложено на толкова голям натиск, че налягането на електронния газ не е в състояние да спре гравитационния колапс. Атомните ядра се разпадат до протони и неутрони, а протоните се свързват с електроните и се превръщат в неутрони. Така неутронните звезди са изградени изцяло от неутрони, като плътността на веществото в центъра на неутронните звезди е огромна – 1012 kg/cm3. За сравнение – тази плътност отговаря на масата на цялото човечество, концентрирана в обема на кубче захар.
Диаметърът на неутронните звезди е около 10 – 15 km. Неутронните звезди се въртят с много голяма скорост, способна да достигне 1000 оборота в секунда.
При всяко свое завъртане неутронната звезда излъчва поток светлина. Магнитното поле образувано от тях е изключително силно – индукцията му на повърхността на звездата достига до 108 T. За пример: обект, който е попаднал в обхвата на гравитационното поле на звездата, ще бъде привлечен и ще се сблъска със звездата със скорост от 150 000 km/s.
Някои неутронни звезди излъчват лъчове от електромагнитна радиация, поради което се определяни като пулсари. Наистина, откритието на пулсарите от Джослин Бел през 1967 г. е първото наблюдение, подсказващо, че съществуват неутронни звезди. Лъчението от пулсарите се счита, че се излъчва главно от регионите около техните магнитни полюси. Ако магнитните полюси не съвпадат с оста на въртене на неутронната звезда, лъчът ще кръжи из небето, което при наблюдение от голямо разстояние, би изглеждало като пулсиране на фиксирана точка в космоса, ако лъчът попада в полезрението на наблюдателя (т. нар. „ефект на морския фар“).
Неутронните звезди с много силно магнитно поле се наричат магнетари. Теорията за тези обекти е формулирана от американските астрономи Робърт Дънкан и Кристофър Томпсън през 1980 г., а през 1998 г. е получено първото свидетелство за тяхното съществуване под формата на мощно гама- и рентгеново излъчване от източника SGR 1900+14 в съзвездието Орел. Когато „свръхнова“ звезда колапсира в неутронна звезда, нейното магнитно поле се увеличава няколко пъти. Дънкан и Томпсън изчисляват, че магнитното поле достига до 1015 гауса. Във външните слоеве на магнетара, съдържащи плазма от тежки елементи (предимно желязо), това предизвиква извиване и изкривяване по магнитните силови линии, което довежда до „звездотресение“. Сеизмичните вълни са изключително енергийни, в резултат на което се излъчват гама- и рентгенови лъчи. Магнетарите са гигантски електромагнитни генератори и човек в космически кораб, прелитащ покрай подобен обект, ще почувства въздействието на 100 милиарда волта между главата и краката си.
Най-близката до Земята неутронна звезда се намира в центъра на Ракообразната мъглявина. Тя се върти със скорост 33 оборота в секунда.

## Образуване
Всяка звезда от Главната последователност с начална маса поне 8 пъти по-голяма от масата на слънцето (8 M☉) има потенциал да създаде неутронна звезда. Докато звездата еволюира и се отклонява от Главната последователност, последващото ядрено разпадане образува желязно ядро. Когато всичкото ядрено гориво в ядрото се изчерпи, ядрото трябва да се поддържа само от налягане на изроденост. По-нататъшни натрупвания на маса от изгарянето на обвивката карат ядрото да надхвърли границата на Чандрасекар. Налягането на изроденост на електроните се преодолява и ядрото продължава да се срива в себе си, достигайки температури до 5×109 K. При тези температури настъпва фотоядрена реакция (разпадане на железните атомни ядра на алфа частици чрез високоенергийни гама лъчи). Докато температурата се покачва още повече, електроните и протоните се комбинират и образуват неутрони чрез електронно улавяне, излъчвайки голямо количество неутрино. Когато плътността достигне ядрена плътност от около 4×1017 kg/m3, налягането на неутронната изроденост спира свиването. Изпадащата навътре външна обвивка на звездата спира и се изхвърля навън от поток неутрино, произвеждат от създаването на неутрони, при което се наблюдава супернова. Остатъкът е неутронна звезда. Ако остатъкът има маса по-голяма от 3 M☉, той продължава да се срива и образува черна дупка.
Докато ядрото на масивната звезда се свива по време на супер нова тип II, Ib и Ic и се срива в неутронна звезда, то задържа по-голямата част от ъгловия си момент. Но тъй като разполага само с малка част от радиуса на родителя си (поради което масовият му инерционен момент рязко намалява), неутронната звезда се сформира с много голяма скорост на въртене, която намалява в продължение на много време. Неутронните звезди имат ротационен период от около 1,4 ms до 30 ms. Плътността на една такава звезда ѝ придава много голяма повърхностна гравитация, чиято стойност обикновено варира между 1012 и 1013 m/s2 (над 1011 пъти тази на Земята). Един критерий за такава огромна гравитация представлява фактът, че неутронните звезди имат втора космическа скорост, варираща между 100 000 и 150 000 km/s, тоест от 1/3 до 1/2 от скоростта на светлината. Гравитацията на неутронната звезда ускорява уловената материя до огромна скорост. Силата на сблъсъка най-често разрушава съставните атоми на обекти, превръщайки цялата материя в еднаква с останалата част от неутронната звезда.

## Свойства

### Маса и температура
Неутронната звезда има маса от поне 1,1 и вероятно до 3 слънчеви маси. Най-голямата наблюдавана маса на неутронна звезда е около 2,01 слънчеви маси (PSR J0348+0432). По принцип компактни звезди с по-малка маса от 1,39 M☉ са бели джуджета, а компактни звезди с маса между 1,4 и 3 M☉ са неутронни звезди. При над 10 M☉ звездният остатък би преодолял налягането на изроденост на неутроните и гравитационният колапс би произвел черна дупка, макар най-малката наблюдавана маса у звездна черна дупка да е около 5 M☉.
Температурата в новообразувана неутронна звезда е варира от 1011 до 1012 K. Обаче, огромното количество неутрино, което излъчва, изнася толкова много енергия, че температурата на изолирана неутронна звезда спада за години до около 106 K. При тази температурата, повече от светлината, генерирана от звездата, попада в рентеновия диапазон.

### Плътност и налягане
Неутронните звезди имат обща плътност, варираща от 3,7×1017 до 5,9×1017 kg/m3, което е съпоставимо с относителна плътност на атомно ядро от 317 kg/m3. Плътността на неутронната звезда варира от 1×109 kg/m3 на повърхността до около 6×1017 или 8×1017 kg/m3 (по-голяма плътност от атомно ядро) във вътрешността на звездата. Неутронната звезда е толкова плътна, че една чаена лъжица (5 милилитра) от материала ѝ би имала маса от над 5,5×1012 kg или около 900 пъти масата на Хеопсовата пирамида. Цялата маса на Земята с плътността на неутронна звезда би се вместила в сфера с диаметър от 305 m (размера на обсерваторията Аресибо). В огромното гравитационно поле на неутронна звезда, нейната тежест би била 1,1×1012 kg/cm3, което е около 15 пъти теглото на Луната. Налягането расте от около 3,2×1031 до 1,6×1034 Pa от вътрешната кора до центъра на звездата.
Уравнението на състоянието на материята при такава голяма плътност не се знае с точност, поради теоретичните предизвикателства, свързани с екстраполацията на вероятното поведение на квантовата хромодинамика, свръхпроводимостта и свръхфлуидността на материята в такова състояние. Задачата допълнително се усложнява и от емпиричните трудности при наблюдаването на характеристиките на кой да е обект, разположен на стотици или повече парсека разстояние.
Неутронната звезда има някои от свойствата на атомното ядро, включително плътността и състава от нуклони. В други отношения, обаче, неутронните звезди са много различни от атомните ядра. Ядрото се поддържа от силното ядрено взимодействие, докато неутронната звезда се поддържа от гравитацията. Плътността на ядрото е равномерна, докато неутронните звезди вероятно се съставени от различни слоеве с различен състав и плътности.

### Магнитно поле
Големината на магнитното поле на повърхността на неутронните звезди варира от около 104 до 1011 T. Тези стойности са от порядъци, по-високи от който и да е друг обект. За сравнение, постоянно поле с големина 16 T, постигнато в лаборатория, е достатъчно да накара жива жаба да левитира. Вариациите в големината на магнитното поле са най-вероятната причина, която позволява различни видове неутронни звезди да се разграничават по спектрите им, и обяснява периодичността на пулсарите.
Неутронни звезди, познати като магнетари, имат най-мощните магнитни полета, от порядъка на 108 – 1011 T и са се превърнали в широко приетата хипотеза за видове неутронни звезди, които са източници на меки повтарящи се гама лъчи и аномални рентгенови пулсари. Магнитната плътност на поле с големина 108 T е огромна и надминава плътността на масата и енергията на обикновената материя. Полетата с такава големина са способни да поляризират вакуума до точка, при която вакуумът става двойнопречупващ. Фотоните могат да се сливат или да се разделят на две и се произвеждат виртуални двойки частица-античастица. За разлика от пулсарите, намаляването на скоростта на въртене на магнетарите може да се задвижва директно от магнитните им полета, които са достатъчно мощни, че да окажат такова налягане върху кората, че тя да се пропука. Пропукванията в кората причиняват „звездотресения“, които се наблюдават под формата на изключително ярки и кратки изригвания на гама лъчи. Огненото кълбо се улавя от магнитното поле и се появява и изчезва от поглед с въртенето на звездата, което за наблюдател представлява периодично излъчване на гама лъчи с период от 5 – 8 секунди, продължаващо няколко минути.
Произходът на силното магнитно поле все още не е изяснен. Според една хипотеза, то се запазва от първоначалния магнитен поток по време на образуването на неутронната звезда. Ако обект има даден магнитен поток над повърхността си и тази площ се смали, но магнитното поле се запази, тогава магнитното поле съответно ще нарасне. По подобен начин, една свиваща се звезда започва с много по-голяма площ, отколкото получената неутронна звезда, и запазването на магнитния поток би довело до много по-голямо магнитно поле. Въпреки това, това просто обяснение не обяснява напълно силата на полето на тези звезди.

### Гравитация и уравнение на състоянието
Гравитационното поле на повърхността на неутронна звезда е около 2×1011 пъти по-голямо, отколкото на Земята – 2×1012 m/s2. Такова мощно гравитационно поле играе ролята на гравитационна леща и огъва лъчението, излъчвано от неутронната звезда по такъв начин, че части от иначе невидимата задна страна стават видими. Ако радиусът на неутронната звезда е 3GM/c2 или по-малко, тогава фотоните могат да се уловят в орбитата, като по този начин цялата повърхност на неутронната звезда може да стане видима от определена точка.
Част от масата на звездата, която се срива за да образува неутронна звезда, се изхвърля при взрива на свръхнова (от закона за еквивалентност на маса-енергия, E = mc2). Енергията идва от гравитационната свързваща енергия на неутронната звезда.
Оттук следва, че гравитационната сила на типичната неутронна звезда е огромна. Ако обект падне от метър височина върху неутронна звезда с радиус 12 km, той ще падне на земята със скорост от 1400 km/s. Обаче, дори и преди удара, приливната сила би причинила спагетификация, превръщайки всеки нормален обект на поток от материя.
Поради огромната гравитация, релативистичното забавяне на времето между неутронната звезда и Земята е значително. Например, осем години биха изминали на повърхността на неутронната звезда, докато десет години биха изминали на Земята, без да се включва ефекта на забавяне на времето от много бързата ротация.
Релативистичните уравнения на състоянието на неутронна звезда описват отношението на радиуса към масата за различни модели. Най-вероятните радиуси за дадена маса на неутронна звезда са ограничени от моделите AP4 (най-малък радиус) и MS2 (най-голям радиус). BE е съотношението на еквивалентната маса на гравитационно свързващата енергия към наблюдаваната гравитационна маса на неутронната звезда от „M“ килограма с радиус от „R“ метра.
{\displaystyle BE={\frac {0.60\,\beta }{1-{\frac {\beta }{2}}}}}{\displaystyle \beta \ =G\,M/R\,{c}^{2}}
При дадени стойности
{\displaystyle G=6.67408\times 10^{-11}\,{\text{m}}^{3}{\text{kg}}^{-1}{\text{s}}^{-2}}
{\displaystyle c=2.99792458\times 10^{8}\,{\text{m}}/{\text{s}}}
{\displaystyle M_{\odot }=1.98855\times 10^{30}\,{\text{kg}}}
и звездни маси „M“, които най-често са множители на една слънчева маса,
{\displaystyle M_{x}={\frac {M}{M_{\odot }}}}
то релативистичната частична енергия на свързване на неутронна звезда е
{\displaystyle BE={\frac {886.0\,M_{x}}{R_{\left[{\text{in meters}}\right]}-738.3\,M_{x}}}}
Неутронна звезда с маса от 2 M☉ не би била по-компактна от 10 970 m в радиус (модел AP4). Нейната масова частична гравитационно свързващата енергия би била 0,187 −18,7% (екзотермично).
Уравнението на състоянието за неутронна звезда все още не е познато. Счита се, че то се различава значително от това на бяло джудже, чието уравнение на състоянието е същото като на дегенерирал газ, което може да се опише в съгласие със специалната относителност. Обаче, при неутронните звезди повишеното въздействие на общата относителност не може да бъде пренебрегвано. Предложени са няколко уравнения на състоянието, а текущите проучвания все още се опитват да ограничат теориите, за да се правят предположения относно материята на неутронните звезди. Това означава, че отношението между плътността и масата все още не е напълно изяснено, което води след себе си неясноти при оценяването на радиусите. Например, неутронна звезда с маса от 1,5 M☉ би могла да има радиус 10,7, 11,1, 12,1 или 15,1 километра.

## Структура
Настоящото разбиране на структурата на неутронните звезди се определя от вече съществуващите математически модели, но е възможно да се загатнат някои подробности чрез изследванията на трептенията на неутронните звезди. Астросеизмологията, която изучава обичайните звезди, може да разкрие вътрешната структура на неутронните звезди чрез анализиране на наблюдавания спектър на звездните трептения.
Сегашните модели показват, че материята на повърхността на неутронна звезда е съставена от обикновени атомни ядра, смачкани в твърда решетка, докато море от електрони тече през нея. Възможно е ядрата на повърхността да са на желязо, поради голямата свързваща енергия на желязото в нуклона. Възможно е и тежките елементи (като желязото) да потъват под повърхността, оставяйки само леките ядра на хелий и водород отгоре. Ако температурата на повърхността надхвърля 106 K (както например е случая на младите пулсари), повърхността следва да е течна, вместо твърда.
„Атмосферата“ на неутронната звезда се хипотезира като имаща дебелина от няколко микрона, а динамиките ѝ се контролират напълно от магнитното поле на неутронната звезда. Под атмосферата се намира твърдата кора. Тази кора е изключително твърда и гладка (като максималните повърхностни неравности са от порядъка на ~5 mm), поради изключително силното гравитационно поле.
Продължавайки към вътрешността, се наблюдават ядра с все по-голям брой неутрони. Такива ядра биха се разпаднали бързо на Земята, но се поддържат стабилни под огромното налягане. Докато този процес продължава с нарастване на дълбочината, се достига линията на изпускане на неутрони и концентрацията на свободни неутрони се покачва рязко. В този регион има ядра, свободни неутрони и свободни електрони. Ядрата са все по-малки (гравитацията и налягането преодоляват силното ядрено взаимодействие), докато се достигне ядрото, къде по дефиниция има най-вече неутрони. Очакваната йерархия на фазите на ядрената материя във вътрешната кора е характеризирана като „ядрен макарон“, с по-малко празнини и по-големи структури по посока на по-високото налягане. Съставът на свръхплътната материя в ядрото все още не е ясен. Според един модел, ядрото е свръхтечна материя от дегенерирани неутрони (основно неутрони, с малък брой протони и електрони). Възможни са и по-екзотични форми на материята, включително дегенерирала странна материя (съдържаща странни кварки, освен горни и долни кварки), материя, съдържаща високоенергийни пиони и каони към неутроните, или свръхплътна материя от дегенерирали кварки.

## Излъчване

### Пулсари
Неутронните звезди се засичат по тяхното електромагнитно излъчване. Те обикновено се виждат, че „пулсират“ с радиовълни и друго електромагнитно лъчение, а неутронните звезди, които пулсират, се наричат пулсари.
Излъчването на пулсарите се счита, че се поражда от ускоряване на частиците близо до магнитните полюси, които не е задължително да съответстват на оста на въртене на неутронната звезда. Смята се, че голямо електростатично поле се поражда близо до магнитните полюси, което води до излъчване на електрони. Тези електрони се ускоряват магнетично по дължина на линиите на полето, което води до синхротронно лъчение, при което лъчението е силно поляризирано към равнината на кривината. Освен това, високоенергийни фотони могат да взаимодействат с нискоенергийни фотони и магнитното поле за създаване на двойки електрон-позитрон, което чрез електрон-позитронна анихилация води до още по-високоенергийни фотони.
Излизащата радиация от магнитните полюси на неутронните звезди може да бъде описана като магнитосферично лъчение, което се отнася за магнитосферата на неутронната звезда. То не следва да се бърка с магнитното диполно лъчение, което се излъчва вследствие на това, че магнитната ос не е подравнена с оста на въртене и има с честота на лъчение, която е еднаква с ротационната честота на неутронната звезда.
Ако оста на въртене на неутронната звезда е различна от магнитната ос, външен наблюдател би видял лъчове радиация само тогава, когато магнитната ос е насочена към него по време на въртене на неутронната звезда. Следователно, се наблюдават периодични пулсации със същата скорост като скоростта на въртене на неутронната звезда.

### Непулсиращи неутронни звезди
Освен пулсари, са идентифицирани и непулсиращи неутронни звезди, макар да имат малки периодични изменения в светимостта. Това изглежда, че е характерно за рентгеновите източници, за които се смята, че са млади радио тихи изолирани неутронни звезди.

### Спектри
Освен радио излъчване, неутронните звезди излъчват в други части на електромагнитния спектър. Това включва видимата светлина, инфрачервените, ултравиолетовите, рентгеновите и гама лъчите. Пулсарите, които се наблюдават в рентгеновия диапазон, се считат за рентгенови пулсари, ако се захранван от акреция, докато тези, които са във видимия диапазон, се наричат оптични пулсари. По-голямата част от засечените неутронни звезди, включително оптичните и рентгеновите, също излъчват и радиовълни. Обаче, съществуват и радио тихи неутронни звезди, при които не е засечено излъчване на радиовълни.

## Въртене
Неутронните звезди се въртят изключително бързо около осите си, след като са образувани, поради запазването на ъгловия момент. Бавното въртене на ядрото на първоначалната звезда се ускорява, докато тя се смалява. Новородената неутронна звезда може да върти около оста си много пъти за секунда.

### Забавяне на въртенето
С течение на времето неутронните звезди се забавят, докато въртящите им се магнитни полета излъчват енергия, свързана с въртенето. По-старите неутронни звезди е възможно да се завъртат за повече от секунда. Скоростта, с която неутронната звезда забавя въртене си, обикновено е постоянна и много малка.
Периодът на въртене (P) е времето, нужно на неутронната звезда да направи едно завъртане около оста си. Скоростта на забавяне на това въртене тогава се обозначава с {\displaystyle {\dot {P}}}, производна на P спрямо времето. Тя се определя като увеличението на периода на въртене за единица време и е безразмерна величина, макар да може да се изрази в s⋅s−1 (секунди за секунда).
Скоростта на забавяне на неутронните звезди обикновено е от порядъка на 10−22 до 10−9 s⋅s−1, като по-бързо въртящите се неутронни звезди имат по-малък {\displaystyle {\dot {P}}}. Докато неутронната звезда остарява, нейната ротация се забавя (P се увеличава). Накрая скоростта на въртене става твърде малка, за да захранва механизма на радио излъчване, и неутронната звезда повече не може да бъде засечена.
P и {\displaystyle {\dot {P}}} позволяват да се оценят минималните магнитни полета на неутронните звезди. Стойностите на P и {\displaystyle {\dot {P}}} могат и да се използват за изчисляване на характерната възраст на пулсар, но с това се получава оценка, която е малко по-голяма от истинската възраст, когато се приложи за млади пулсари. Тези стойности могат да се комбинират и с масовия инерционен момент на неутронната звезда, за да се изчисли така наречената светимост на забавяне, която се обозначава с {\displaystyle {\dot {E}}}. Това не представлява измерена светимост, а по-скоро изчислената скорост на загуба на ротационна енергия, която би се проявила под формата на излъчване. За неутронни звезди, при които светимостта на забавяне е сравнима с истинската светимост, се казва, че са „ротационно задвижвани“. Наблюдаваната светимост от пулсара PSR B0531+21 е сравнима със светимостта на забавяне, което подкрепя модела, че ротационната кинетична енергия захранва излъчването от звездата. За неутронни звезди като магнетарите, при които същинската светимост надхвърля светимостта на забавяне до 100 пъти, се счита, че светимостта се захранва от магнитно разпръскване.
P и {\displaystyle {\dot {P}}} на неутронни звезди могат да се нанесат върху диаграма. Една такава диаграма съдържа огромно количество информация относно популацията на пулсарите и свойствата ѝ и е оприличавана с диаграмата на Херцшпрунг-Ръсел по отношение на значението ѝ за неутронните звезди.

### Забързване на въртенето
Скоростта на въртене на неутронните звезди може и да се увеличава. Понякога неутронните звезди абсорбират орбитиращата материя от съседни звезди, което увеличава скоростта на въртене и променя неутронната звезда в сплеснат сфероид. Това поражда увеличение на скоростта на ротация на неутронната звезда до стотици пъти в секунда (милисекундни пулсари).
Най-бързо въртящата се неутронна звезда, известна към момента, PSR J1748-2446ad, се върти със 716 оборота в секунда.

## Разпространение
Към днешно време съществуват около 2000 познати неутронни звезди в Млечния път и Магелановите облаци, по-голямата част от които са засечени като радио пулсари. Неутронните звезди са главно концентрирани по дължина на диска на Млечния път, макар да има и немалко перпендикулярно на диска.
Някои от по-близките до нас неутронни звезди са RX J1856.5-3754, която е на около 400 светлинни години от Земята, и PSR J0108-1431 на 424 светлинни години. RX J1856.5 – 3754 е член на близка група от неутронни звезди, наречена „Великолепната седморка“.

## Планети
Неутронни звезди могат да поддържат екзопланети. Те могат да бъдат първични, с кратна орбита, уловени или резултат от втори етап на планетообразуване. Пулсарите могат да свалят атмосферата от звезда, оставяйки остатък с планетарна маса, който може да бъде счетен за хтоническа планета или за звезден обект, в зависимост от интерпретацията. При пулсарите, такива пулсарни планети могат да се засекат чрез отчитане на периодичните пулсации на пулсара, което позволява засичането на много по-малки планети, отколкото с други методи. Две системи са потвърдени по този начин. Първите засечени планети са Драугр, Полтъргайст и Фобетор около PSR B1257+12, открита през 1992 – 1994 г. От тях, Драугр е най-малката засечена екзопланета някога, имаща маса два пъти по-голяма от тази на Луната. Пулсарните планети получават малко видима светлина, но получават голямо количество йонизираща радиация и високоенергийни звездни ветрове, което прави околната им среда по-скоро непригодна за живот.